# ニューギニアインパチェンス

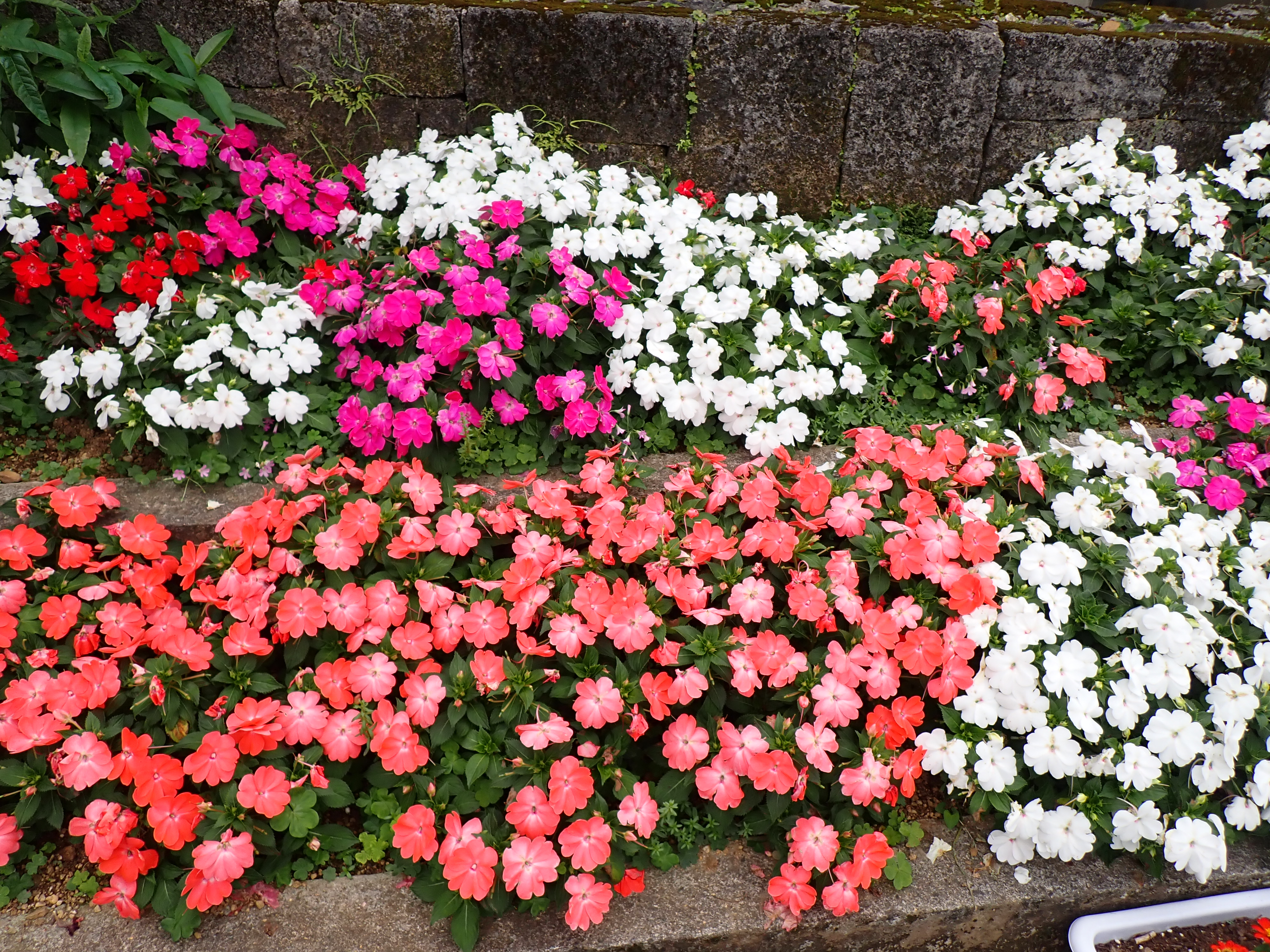
ニューギニアインパチェンスの植栽（2025年4月 沖縄県石垣市）

ニューギニアインパチェンス （学名Impatiens hawkeri）はツリフネソウ科の多年生植物。

## 概要
インパチェンスの仲間は19世紀にはアフリカ原産のものが知られていたが、1970年にアメリカ合衆国の探検隊によってニューギニア島の亜熱帯高地に自生している、インパチェンス属の植物が採集された。
これを元に園芸品種として改良されたものが「ニューギニアインパチェンス」と呼ばれる。
「アフリカホウセンカ」と呼ばれるインパチェンスより大株で、花も大きいのが特色である。

## 育て方
インパチェンスが花壇材料として生産され、取り扱われるのにたいして、ニューギニアインパチェンスは鉢植えとして生産、出荷される。夏に市場に出回る植物であるが、多年草で、10℃以上のところであれば越冬できる。冬季は霜の下りない室内などに取り込んで管理する。
差し芽で増やすことができる。